# Brion-près-Thouet
Brion-près-Thouet is een gemeente in het Franse departement Deux-Sèvres (regio Nouvelle-Aquitaine) en telt 713 inwoners (1999). De plaats maakt deel uit van het arrondissement Bressuire.

## Geografie
De oppervlakte van Brion-près-Thouet bedraagt 8,0 km², de bevolkingsdichtheid is 89,1 inwoners per km².
De onderstaande kaart toont de ligging van Brion-près-Thouet met de belangrijkste infrastructuur en aangrenzende gemeenten.

## Demografie
Onderstaande figuur toont het verloop van het inwonertal (bron: INSEE-tellingen).